# Funaria flava
Funaria flava är en bladmossart som beskrevs av Brotherus 1903. Funaria flava ingår i släktet spåmossor, och familjen Funariaceae. Inga underarter finns listade i Catalogue of Life.